# Савани та луки Транс-Флаю
Савани та луки Транс-Флаю (ідентифікатор WWF: AA0708) — австралазійський екорегіон тропічних та субтропічних луків, саван і чагарників, розташований на півночі Нової Гвінеї.

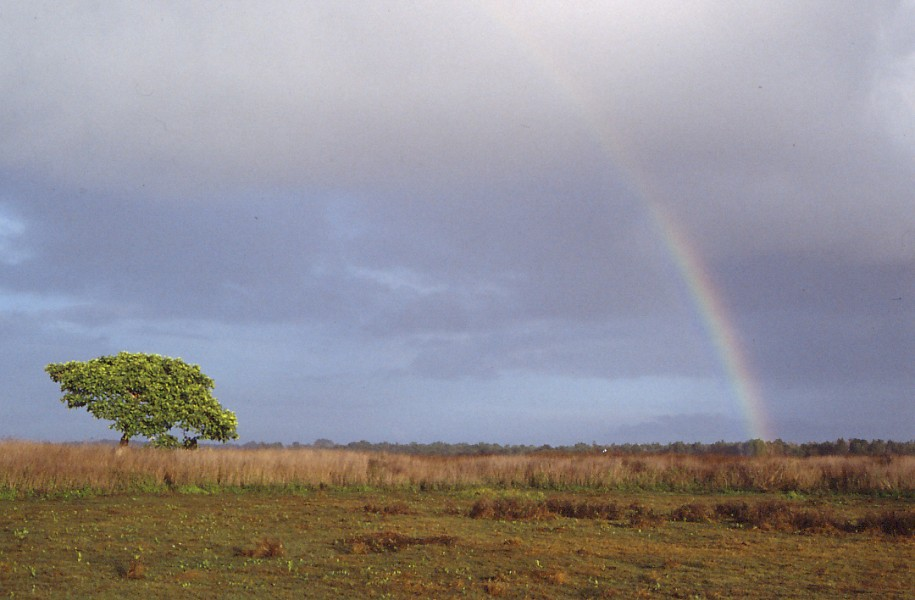
Савана у Національному парку Васур (Індонезія)

## Географія
Екорегіон саван та луків Транс-Флаю охоплює низовини, розташовані на крайньому півдні Нової Гвінеї — другого за площею острова світу, розділеного між Індонезією та Папуа Новою Гвінеєю. З геологічної точки зору його основу складають молоді та давні алювіальні відклади. На північ від екорегіону, у вологому басейні річки Флай, поширені рівнинні дощові ліси та прісноводні заболочені ліси півдня Нової Гвінеї. На південь від нього лежить Торресова протока, яка сполучає Арафурське і Коралове моря та відділяє Нову Гвінею від Австралії. Під час останнього льодовикового періоду, коли рівень Світового океану був більш ніж на 100 м нижчим, ніж зараз, Австралія, Нова Гвінея та сусідні острови об'єднувалися у один материк Сахул, що дозволяло рослинам, тваринам і людям вільно мігрувати між ними.

## Клімат
В межах екорегіону переважає мусонний клімат (Am за класифікацією кліматів Кеппена) або саванний клімат (Aw за класифікацією Кеппена). Територія екорегіону є найбільш посушливим місцем на Новій Гвінеї: за рік тут випадає менше 2000 мм опадів, переважно під час сезону дощів з грудня по квітень. Завдяки цьому ландшафт екорегіону більше схожий на ландшафт північної частини Австралії, ніж на ландшафт решти Нової Гвінеї.

## Флора
Більшу частину екорегіону займають луки, а третину — савани. Також в регіоні є ділянки сухих вічнозелених лісів. Різка сезонність опадів та часті пожежі, які спалахують на луках і в саванах, сприяють різноманіттю флористичної структури екорегіону. Савани Транс-Флаю мають сильну структурну та флористичну спорідненість з саванами Північної Австралії. В них домінують різні види евкаліптів (Eucalyptus spp.), альбіцій (Albizia spp.) та чайних дерев (Melaleuca spp.). У районах, що регулярно затоплюються неглибокою водою під час волого сезону, поширені вічнозелені ліси, у яких домінують чайні дерева (Melaleuca spp.). Серед прибережних дюн і пляжів регіону зустрічаються особливі угруповання, у яких домінують азійські баррингтонії (Barringtonia asiatica), а у перехідній зоні між мусонними лісами та саванами зростають зарості бамбуків з роду Schizostachyum.

## Фауна
В межах екорегіону зустрічається 44 види ссавців — передусім сумчастих, дрібних гризунів та рукокрилих. Серед поширених в регіоні ссавців слід відзначити прудкого валлабі (Notamacropus agilis), рудоногого валлабі (Thylogale stigmatica), маскового валлабі-зайця (Lagorchestes conspicillatus), південного кускуса (Phalanger mimicus), цукрову сумчасту летягу (Petaurus breviceps), рудощоку сумчасту мишу (Sminthopsis virginiae), північного бурого бандикута (Isoodon macrourus), темного пацюка (Rattus sordidus), лучного мозаїкохвостого щура (Melomys burtoni), пухнастохвостого кролячого щура (Conilurus penicillatus), золоточеревого боброщура (Hydromys chrysogaster), малу австралійську мишу (Pseudomys delicatulus), чорного крилана (Pteropus alecto), великого крилана (Pteropus neohibernicus) та австралійську єхидну (Tachyglossus aculeatus). 
Ендеміками екорегіону є бронзові кволи (Dasyurus spartacus), а майже ендемічними його представниками — сірі лісові валлабі (Dorcopsis luctuosa), смагляві валлабі (Thylogale brunii), південні кускуси (Phalanger mimicus), сумчасті куниці Воллеса (Myoictis wallacei), новогвінейські сумчасті миші (Planigale novaeguineae), каштанові сумчасті миші (Sminthopsis archeri), колючі бандикути Мензіса (Echymipera echinista), малі деревні миші (Chiruromys vates), папуанські щитохвості кажани (Saccolaimus mixtus) та міссімські великовухі кажани (Nyctophilus shirleyae).
Серед поширених в екорегіоні птахів слід відзначити нелітаючого шоломного казуара (Casuarius casuarius), найбільшого птаха Австралазії, а також австралійського великонога (Megapodius reinwardt), золотолобого тілопо (Ptilinopus aurantiifrons), австралійського пінона (Ducula spilorrhoa), австралійську горлицю (Geopelia placida), австралійську дрохву (Ardeotis australis), смугастохвостого коукала (Centropus phasianinus), шуліку-свистуна (Haliastur sphenurus), папуанського луня (Circus spilothorax), австралійського яструба (Accipiter cirrocephalus), руду сову-голконога (Ninox rufa), папуанського калао (Rhyticeros plicatus), синьокрилу кукабару (Dacelo leachii), малого какаду (Cacatua sanguinea), клинохвостого папугу (Psittaculirostris desmarestii), австралійського папугу-червонокрила (Aprosmictus erythropterus), сіроголову ойсею (Chlamydera cerviniventris), граційного медолюба (Microptilotis gracilis), бурого медовця (Lichmera indistincta), чорну медовичку (Myzomela nigrita), темну медовичку (Myzomela obscura), австралійського медівника (Philemon citreogularis), гологолового медівника (Philemon corniculatus), білогорлого медопійника (Melithreptus albogularis), сіроголового ріроріро (Gerygone chloronota), великодзьобого ріроріро (Gerygone magnirostris), білоголового стадняка (Pomatostomus temporalis), сірого ядлівчака (Colluricincla harmonica), оливкову вивільгу (Oriolus sagittatus), рудого пітогу (Pseudorectes ferrugineus), чорнощокого ланграйна (Artamus cinereus), новогвінейську сорочицю (Cracticus cassicus), північну віялохвістку (Rhipidura rufiventris), новогвінейську міагру (Myiagra nana), австралійську ворону (Corvus orru), яванського фірлюка (Mirafra javanica), руду матату (Cincloramphus timoriensis) та оливкову гвінейницю (Kempiella flavovirescens). Деякі з цих видів відсутні на решті Нової Гвінеї, однак зустрічаються у саванах на півночі Австралії, ландшафт яких подібний до саван Транс-Флаю. Під час сезону дощів у затоплюваних саванах і луках регіону трапляється безліч водоплавних та коловодних птахів, зокрема урако (Anseranas semipalmata), філіппінські свистачі (Dendrocygna arcuata), плямистобокі свистачі (Dendrocygna guttata), галагази-раджі (Radjah radjah), великі чепури (Ardea alba), строкаті чепури (Egretta picata), малі чепури (Egretta garzetta) та австралійські журавлі (Antigone rubicunda).
Ендеміками екорегіону є очеретяні матати (Poodytes albolimbatus), а майже ендемічними його представниками — аруанські кукабари (Dacelo tyro), аруйські альціони-галатеї (Tanysiptera hydrocharis), зелені лорі (Chalcopsitta scintillata), вогнистоголові альтанники (Sericulus ardens), рудохвості дивоптахи (Paradisaea raggiana), чорноспинні сорочиці (Cracticus mentalis), перлисті мунії (Mayrimunia leucosticta), чорні мунії (Lonchura stygia) та світлочереві мунії (Lonchura nevermanni).
Серед плазунів, поширених в регіоні Транс-Флай, слід відзначити новогвінейського крокодила (Crocodylus novaeguineae), крокодилового варана (Varanus salvadorii), жовтосмугого варана (Varanus panoptes), незвичайну двокігтеву черепаху (Carettochelys insculpta), єдиного живого представника родини Carettochelyidae, а також ендемічного транс-флайського змієокого сцинка (Cryptoblepharus xenikos).

## Збереження
Оцінка 2017 року показала, що 10 419 км², або 39 % екорегіону, є заповідними територіями. Природоохоронні території включають: Національний парк Васур в Індонезії та Зону управління дикою природою Тонда в Папуа Новій Гвінеї.